# 沼川洋一
沼川 洋一（ぬまかわ よういち、1931年11月11日 - 2016年10月28日）は、日本の政治家、薬剤師。衆議院議員2期。公明党に所属した。
熊本県出身。明治薬科大学卒業。衆議院石炭対策特別委員会委員、社会労働委員会委員、公明党熊本県支部選挙対策委員長、明治薬科大学同窓会組織明薬会熊本支部長などを歴任。

## 経歴
熊本県議会議員などを経て、1983年の第37回衆議院議員総選挙に出馬し初当選。1986年、第38回衆議院議員総選挙で2度目の当選。同年の公明党第54回中央委員会では、副議長に選出。1990年、第39回衆議院議員総選挙で政界を引退。
ほかに、衆議院石炭対策特別委員会委員、社会労働委員会委員、公明党熊本県支部選挙対策委員長などの要職を歴任。
また、薬剤師でもあり、明治薬科大学の同窓会組織である明薬会の熊本支部長などを歴任。
1988年3月28日早朝、熊本市の自宅が火災に遭い、妻、長女でアナウンサーの浩子、三女、義母（妻の母）の4人が死亡した。火災発生時、沼川本人は二女と共に東京に居たため難を逃れた。
2016年10月28日、直腸がんにより死去。